# Agost
Agost − miasto we wschodniej Hiszpanii w regionie Walencja w prowincji Alicante, w odległości 18 km od Alicante. Ze względu na odległość od Morza Śródziemnego (wybrzeże Costa Brava) miasto nie jest typowym kurortem, lecz miejscowością przemysłową. Znajdują się tu m.in.: fabryki produkujące elementy budowlane oraz fabryki wyrobów czy fabryki ceramiki. Agost znajduje się na skraju przybrzeżnej równiny otaczającej miasto Alicante, gdzie teren się wznosi (Sierra del Ventós, Maigmó).